# Juan Montero Telinge

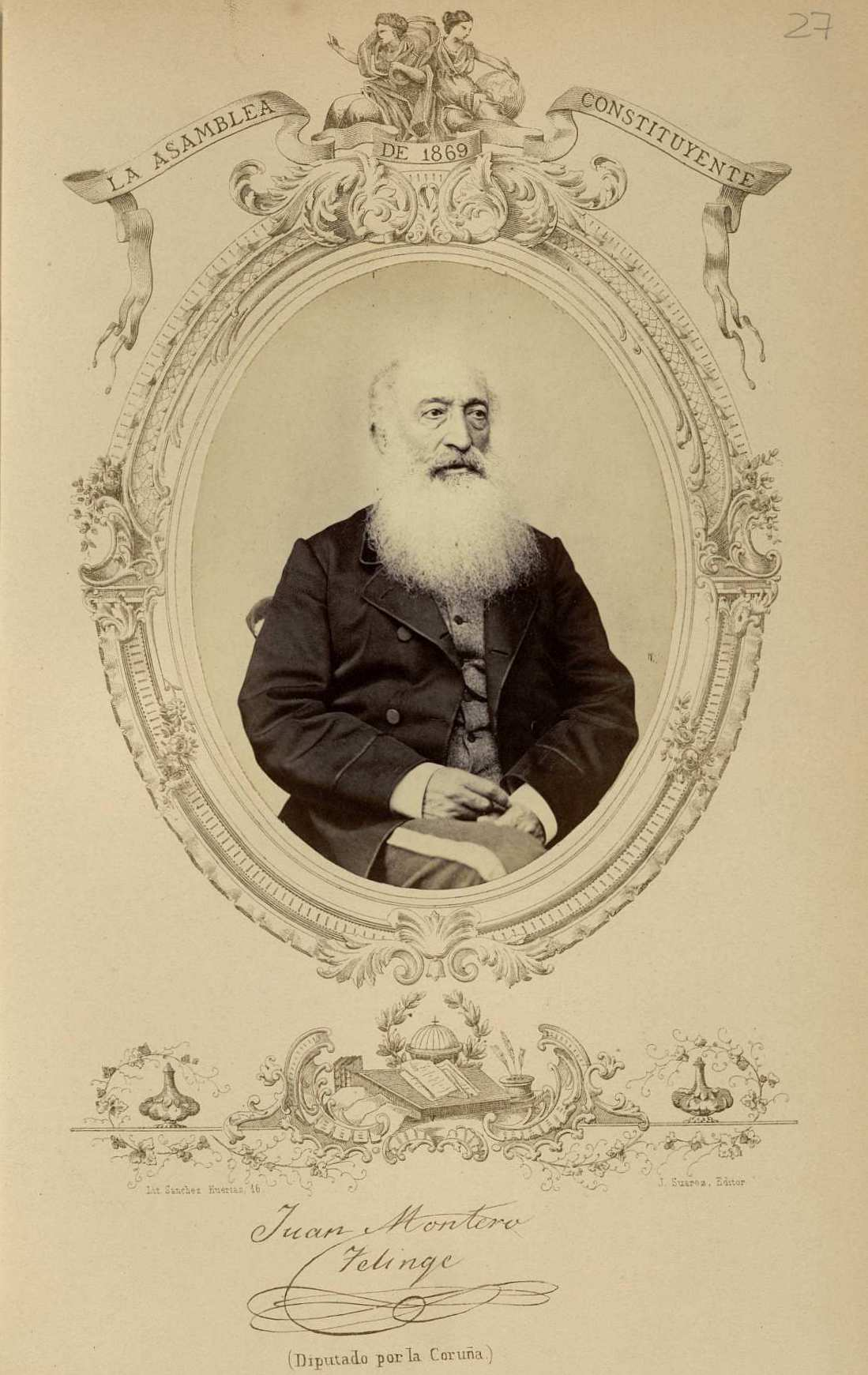
Juan Montero Telinge, fotografía de José Suárez sobre orla litográfica de Sánchez. Inscripción: «La Asamblea Constituyente de 1869 / [facsímil de la firma / (Diputado por la Coruña)». Biblioteca Nacional de España.

Juan Montero Telinge (Santiago de Compostela, 21 de diciembre de 1800-La Coruña, 26 de octubre de 1893) fue un comerciante y político liberal progresista español, elegido regidor del ayuntamiento de La Coruña en 1852 y alcalde 2º en agosto de 1854, durante el llamado Bienio Progresista. Al estallar la Revolución de 1868 fue designado miembro de la Junta de Gobierno provisional de la capital, encargada de nombrar a la nueva corporación municipal, y resultó elegido diputado por el distrito de La Coruña en las elecciones a Cortes Constituyentes celebradas en enero de 1869. Fue también senador por la provincia de La Coruña en 1872-1873 y senador vitalicio, producida ya la Restauración, desde 1884 hasta el momento de su muerte.
Hijo de una familia acomodada, aunque muy pronto quedó huérfano de padre, abandonó una incipiente carrera literaria en 1820 para alistarse voluntario en la Milicia Nacional. Participó en algunas escaramuzas con las partidas realistas alzadas en Galicia hasta alcanzar el grado de sargento primero. Al restaurarse el absolutismo por la intervención de los Cien mil hijos de San Luis se vio en la necesidad de huir, ocultándose en un velero que con otros refugiados lo condujo a Cuba. También en estos años del llamado Trienio Liberal, muy joven, se inició en la masonería. Miembro de las logias Herculina y Brigantina y reorganizador de la masonería gallega, al llegar al Congreso de los Diputados en 1869 era grado 33. Tras el paso por Cuba se estableció en Burdeos, donde trabajó como encuadernador, actividad con la que continuó al regresar a Galicia hasta contraer matrimonio con la hija de un comerciante de mediana fortuna y establecerse como comerciante independiente en La Coruña. En 1854 participó en el levantamiento progresista y fue elegido alcalde popular. Como alcalde su labor se centró en la atención a los afectados por la epidemia de cólera que se extendió por la ciudad y estuvo cerca de costarle la vida. En 1869, con algo más de 22 000 votos sobre los 27 000 contabilizados fue elegido diputado por el distrito de La Coruña en tercer lugar. En España sin rey, primera novela de la quinta serie de los Episodios nacionales, Benito Pérez Galdós lo reconoce en el hemiciclo del Congreso por su larga barba blanca entre los diputados de más viso:

Aquel de larguísima barba blanca, el vivo retrato de Abraham o Moisés, es Montero Telinge, gallego él y progresista.

Y poco más adelante lo colocaba junto con José Pardo Bazán formando «el núcleo del bando que patrocinaba la candidatura de don Fernando de Portugal» para rey de España, y asistiendo, ya en el volumen siguiente, España trágica, «con sus barbas de Isaías» y otros diputados como él de «significación radical» al entierro del infante don Enrique de Borbón, con el que quedaban enterradas también las aspiraciones de sus rivales, los orleanistas.